# شکر و ادویه
شکر و ادویه (به انگلیسی: Sugar & Spice) فیلمی محصول سال ۲۰۰۱ و به کارگردانی فرانسیس مک دوگال است. در این فیلم بازیگرانی همچون مارلا سوکولف، مارلی شلتن، ملیسا جرج، مینا سوواری، ریچل بلانچارد، جیمز مارسدن، الکساندرا هولدن، دبلیو ارل براون، شان یانگ، کونان اوبراین، جری اسپرینگر، آدام بوش، جیک هافمن ایفای نقش کرده‌اند.